# Ross Flood
Ross Flood (Oklahoma, Estados Unidos, 28 de diciembre de 1910-23 de mayo de 1995) fue un deportista estadounidense especialista en lucha libre olímpica donde llegó a ser subcampeón olímpico en Berlín 1936.

## Carrera deportiva
En los Juegos Olímpicos de 1936 celebrados en Berlín ganó la medalla de plata en lucha libre olímpica estilo peso gallo, tras el húngaro Ödön Zombori (oro) y por delante del alemán Johannes Herbert (bronce).